# Саут-Мансфілд (Луїзіана)
Саут-Мансфілд (англ. South Mansfield) — селище (англ. village) в США, в окрузі Де-Сото штату Луїзіана. Населення — 333 особи (2020).

## Географія
Саут-Мансфілд розташований за координатами 32°0′58″ пн. ш. 93°43′12″ зх. д. / 32.01611° пн. ш. 93.72000° зх. д. (32.016141, -93.719864).  За даними Бюро перепису населення США в 2010 році селище мало площу 1,82 км², з яких 1,76 км² — суходіл та 0,06 км² — водойми.

## Демографія
Згідно з переписом 2010 року, у селищі мешкало 346 осіб у 152 домогосподарствах у складі 90 родин. Густота населення становила 191 особа/км².  Було 191 помешкання (105/км²).
Расовий склад населення:
| - 75,7 % — чорних або афроамериканців - 21,4 % — білих |

До двох чи більше рас належало 2,6 %. Частка іспаномовних становила 1,4 % від усіх жителів.
За віковим діапазоном населення розподілялося таким чином: 28,3 % — особи молодші 18 років, 57,0 % — особи у віці 18—64 років, 14,7 % — особи у віці 65 років та старші. Медіана віку мешканця становила 33,3 року. На 100 осіб жіночої статі у селищі припадало 63,2 чоловіків;  на 100 жінок у віці від 18 років та старших — 56,0 чоловіків також старших 18 років.
Середній дохід на одне домашнє господарство  становив 27 329 доларів США (медіана — 16 750), а середній дохід на одну сім'ю — 31 749 доларів (медіана — 26 607). За межею бідності перебувало 54,5 % осіб, у тому числі 56,6 % дітей у віці до 18 років та 47,6 % осіб у віці 65 років та старших.
Цивільне працевлаштоване населення становило 128 осіб. Основні галузі зайнятості: мистецтво, розваги та відпочинок — 28,9 %, освіта, охорона здоров'я та соціальна допомога — 25,0 %, роздрібна торгівля — 14,8 %, виробництво — 9,4 %.